# 鍛治本大樹
鍛治本 大樹（かじもと だいき、1983年12月9日 - ）は、日本の俳優、声優。演劇集団キャラメルボックス所属。アニモプロデュース所属。宮崎県出身。

## 人物
中央大学法学部法律学科卒業後、2005年にキャラメルボックス俳優教室3期生となり、演劇集団PocketSheepSを経て2007年演劇集団キャラメルボックスに入団。17年1月よりアニモプロデュースに所属。

## 出演

### ラジオドラマ
- シュレミールと小さな潜水艦(2013年、青春アドベンチャー)
- River Side Cafe#4(2013年、TFM系) - 木下大輔役
- Eテレ・ジャッジ女子会プロレス#4 (2016年、Eテレ) - 達也役

### テレビドラマ
- 孤独のグルメ Season7 第8話    （2018年5月26日、テレビ東京） - 客 役

### 舞台
太字は主演・メインキャスト

#### 演劇集団キャラメルボックス
- 『水平線の歩き方』(2008年・2011年、進太郎)
- 『僕の大好きなペリクリーズ』(2008年、クリーオン)
- 『光の帝国』(2009年、猪狩康介/2017年、猪狩悠介)
- 『さよならノーチラス号』(2009年、康太郎)
- 『バイ・バイ・ブラックバード』(2010年、安西由紀人)
- 『シラノ・ド・ベルジュラック』(2010年、モンフルリー)
- 『銀河旋律』(2011年、オオツ) - 稲本杏那・森めぐみとトリプルキャスト
- 『ナツヤスミ語辞典』(2011年、ウラシマ) - 8月7日乱痴気ステージのみクサナギ[4]
- 『飛ぶ教室』(2011年、セバスチアン)
- 『トリツカレ男』(2012年、ピエトロ) - 小笠原利弥とダブルキャスト
- 『アルジャーノンに花束を』(2012年、ジョウ・ガープ)
- 『広くてすてきな宇宙じゃないか』(2012年、カシオ) - 畑中智行・多田直人とトリプルキャスト
- 『隠し剣鬼ノ爪』(2013年、戸沢)
- 『盲目剣谺返し』(2013年、草薙崗助)
- 『雨と夢のあとに』(2013年、早川北斗)
- 『ケンジ先生』(2013年、ネヅ) - 山猫キャスト
- 『ヒトミ』(2014年、大友)
- 『TRUTH』(2014年、虎太郎)
- 『太陽の棘　彼はなぜ彼女を残して旅立ったのだろう』(2014年、永沢亮二)[5]
- 『クロノス』(2015年・2022年、藤川)
- 『時をかける少女』(2015年、江田島明)
- 『BREATH』(2015年、土居広務)
- 『彼は波の音がする』(2016年、浦神仁一)
- 『彼女は雨の音がする』(2016年、浦神仁一)
- 『嵐になるまで待って』(2016年、波多野)
- 『光の帝国』（2017年、猪狩悠介）
- 『エンジェルボール』（2018年、早野）
- 『リトル・ドラマー・ボーイ』（2018年、矢野トオル）
- 『ナツヤスミ語辞典』(2019年、ウラシマ)
- 『ミス・ダンデライオン』(2022年、吉澤)
- 『さよならノーチラス号』（2025年）[6]
- 『ナナメウシロのカムパネルラ』（2025年）[6]
- 『トルネイド 北条雷太の終わらない旅』（2025年）[6]

#### 客演
- 『インテリジェンス・シャドー』(2009年、多次元演劇IQ5000)
- 『鏡界船』(2009年、PocketSheeps)
- 『猫丸先輩の演劇』(2010年、O-MATSURI企画merrymaker)
- 『夏葉亭一門会vol.3』(2011年、王子落語)
- 多田直人案第1回発表会『ごー』(2012年)
- 『眠れない羊』(2012年、ライズ・プロデュース)
- 多田直人案第2回発表会『ごー+(ぷらす)』(2013年)
- 『女王の盲景』(2014年、空想組曲番外公演)
- 『WILCO』(2014年、ミナモザ)
- 『駆けぬける風のように』(2014年、Dステ) - 大月博之進 役
- 『たっくんの出会った鬼』(2015年、BOOWHOWOOL)
- 『夏葉亭一門会 ミラクルの会』(2016年) - 1月9日のみ
- 『賢者の惡計』（2016年、DART'S #004）
- 『黒子のバスケ』(2016年)[7] - 土田聡史 役
- 組曲『遭遇』(2016年、空想組曲)
- ホチキス短編集 『ホチキスミュージアム』 (2017年)
- はっぴぃはっぴぃどりーみんぐ vol.11『TOU-JYUKAI-DEN-』(2017年)
- MO’XTRA PRODUCE『グリーン・マーダー・ケース』(2017年・2022年)
- 『黒子のバスケ』(2017年)- 土田聡史 役
- 戦国御伽絵巻『ヒデヨシ』 (2017年8月5日 - 13日、紀伊國屋ホール) - 徳川家康 役
- 『黒子のバスケ』（2018年）-土田聡史役
- もものくまさんプロデュース『怪人哀歌』（2018年、ウエストエンドスタジオ）
- 『成井豊と梅棒のマリアージュ』(2020年、ナッポスユナイテッド)
- 『スネーク・オイル』（2024年、王子小劇場）[8]
- 『発表せよ！大本営！』（2025年公演予定、シアターサンモール）[9]

### テレビアニメ
- 遊☆戯☆王VRAINS（2017年 - 2019年、スペクター）
- 覇穹 封神演義（2018年、姫昌の部下、妖怪、文官）
- はたらく細胞（2018年、赤血球6）
- スタミュ（2019年、生徒）
- BEM (2019年)
- ゾイドワイルド（2019年、ドレイク父）
- 可愛ければ変態でも好きになってくれますか？ (2019年 近侍役)
- BORUTO-ボルト- NARUTO NEXT GENERATIONS（2019年 - 2021年、呉越ドウシュ〈2代目〉、鬼灯城の看守、ウオウ）
- ハローワールド！森のいのちの物語 (2021年 サギ、カイツブリ)
- セスタス-The Roman Fighter- (2021年 ペドロ)
- バトルアスリーテス大運動会 ReSTART （2021年、職員）
- ゲッターロボ アーク（2021年、ハチマキ、鍛治本隊員）
- チェンソーマン（2022年、犯罪者B）

### 吹き替え

#### 映画
- インサイド・マン2（英語版）（2019年、ディートリッヒ〈グレッグ・クリーク〉）
- American Honey（2019年、ライリー〈クリス・ライト〉）
- ウエスト・サイド・ストーリー（2022年、チノ〈ジョシュ・アンドレス・リベラ〉[10]）

#### ドラマ
- ライアー 交錯する証言（2020年、リアム・サトクリフ〈リッチー・キャンベル〉）
- ライアー２ 交錯する証言（2021年、リアム・サトクリフ〈リッチー・キャンベル〉）
- ザ・コンチネンタル:ジョン・ウィックの世界から（2023年、シャロン〈アヨミデ・アデグン〉[11]）

### デジタルコミック
- dTV 王様達のヴァイキング（2018年、西ミノル）

### webドラマ
- ウルトラセブン IF Story 『55年前の未来』（2023年、モロボシ・ダンのVoice Actor）

## エッセイ
- 10のセンス「鍛治本大樹のセンス」(『カンフェティ』1075回~【不定期】)